# Liutang Shuiku
Liutang Shuiku (kinesiska: 柳塘水库) är en reservoar i Kina. Den ligger i provinsen Fujian, i den sydöstra delen av landet, omkring 140 kilometer väster om provinshuvudstaden Fuzhou. I omgivningarna runt Liutang Shuiku växer i huvudsak blandskog.
Genomsnittlig årsnederbörd är 2 230 millimeter. Den regnigaste månaden är maj, med i genomsnitt 335 mm nederbörd, och den torraste är oktober, med 23 mm nederbörd.